# 台地

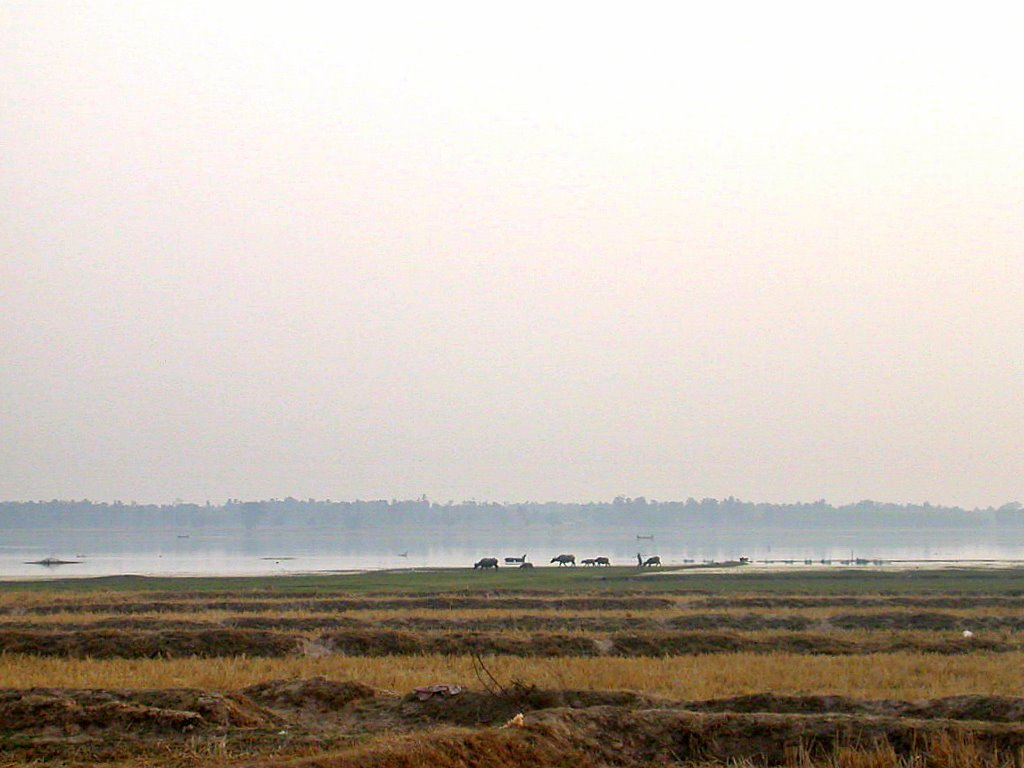
コーラート台地

台地（だいち）とは、周囲の低地と比較して台状に盛り上がっている平らな土地。

## 概要

### 定義

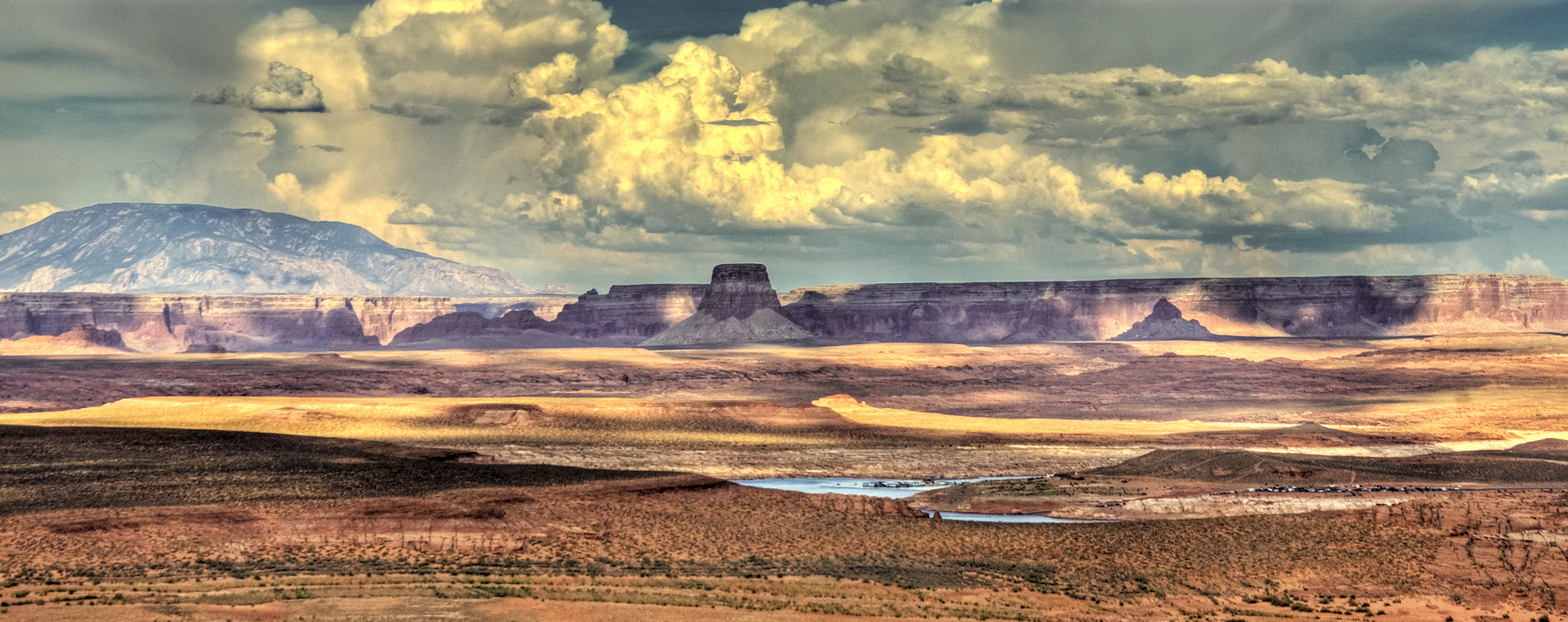
コロラド高原

地形学者のボーリグ（H.Baulig）は、地形は低地（lowland）と高地（highland）、その中間の台地（upland）に分類されるとした。また、ハーバーツソン（A.Herbertson）は、標高ごとに、低地（標高200メートル以下）、台地（標高200-1,000メートル）、高地（標高1,000メートル以上）に分類した。なお、高地（bighland）や台地（upland）は、ドイツでいう中山性山地（Mitelgebrige）と同じ意味で用いられることもある。
日本語訳では、以上のようにuplandの訳語として用いられることがある一方、plateauの訳語として用いられることもある。ただし、plateauの訳語として「高原」を当てることもある。アメリカ合衆国アリゾナ州中・北部について、メサ（mesa）と呼ばれる台地と高原（plateau）に区分する文献もある。この地形のメサは都市のメサ周辺を模式地として標高1500メートルの台地を構成する。
また、台地は以下のように地形的特徴のみから規定される場合と、地質的条件を含めて規定される場合がある。

### 要素
台地は狭義には地形（地形的特徴）と地質条件（地質的条件）の両者で規定されるものをいい、広義には地形（地形的特徴）のみで規定されるものをいう。
台地のような水平もしくは水平に近い累層の海抜高度の大きい台状の地形が形成されるには、造陸的で緩慢な地盤の昇降運動が必要となる。このような大陸地域で形成される台地とは異なり、日本のように地盤運動の激しい地域では地質条件を含む狭義の意味での大規模な台地は存在しない。日本で見られる台地の多くは洪積台地と呼ばれる小規模なもので、成因により河岸段丘、海岸段丘、隆起扇状地（開析扇状地）、隆起三角州（開析三角州）などに分けられる。隆起扇状地の代表例として武蔵野台地や牧ノ原台地、海岸段丘の代表例として下末吉台地がある。また、南九州にみられる特徴的な火山灰台地にシラス台地がある。
地質的には、大陸地域（安定地域）の台地は中生層や古生層の砂岩、頁岩、石灰岩などから構成されるのに対し、日本の台地は河成もしくは浅海性の砂れき層やシルト層、粘土層などから構成される。

## 洪積台地と用語法

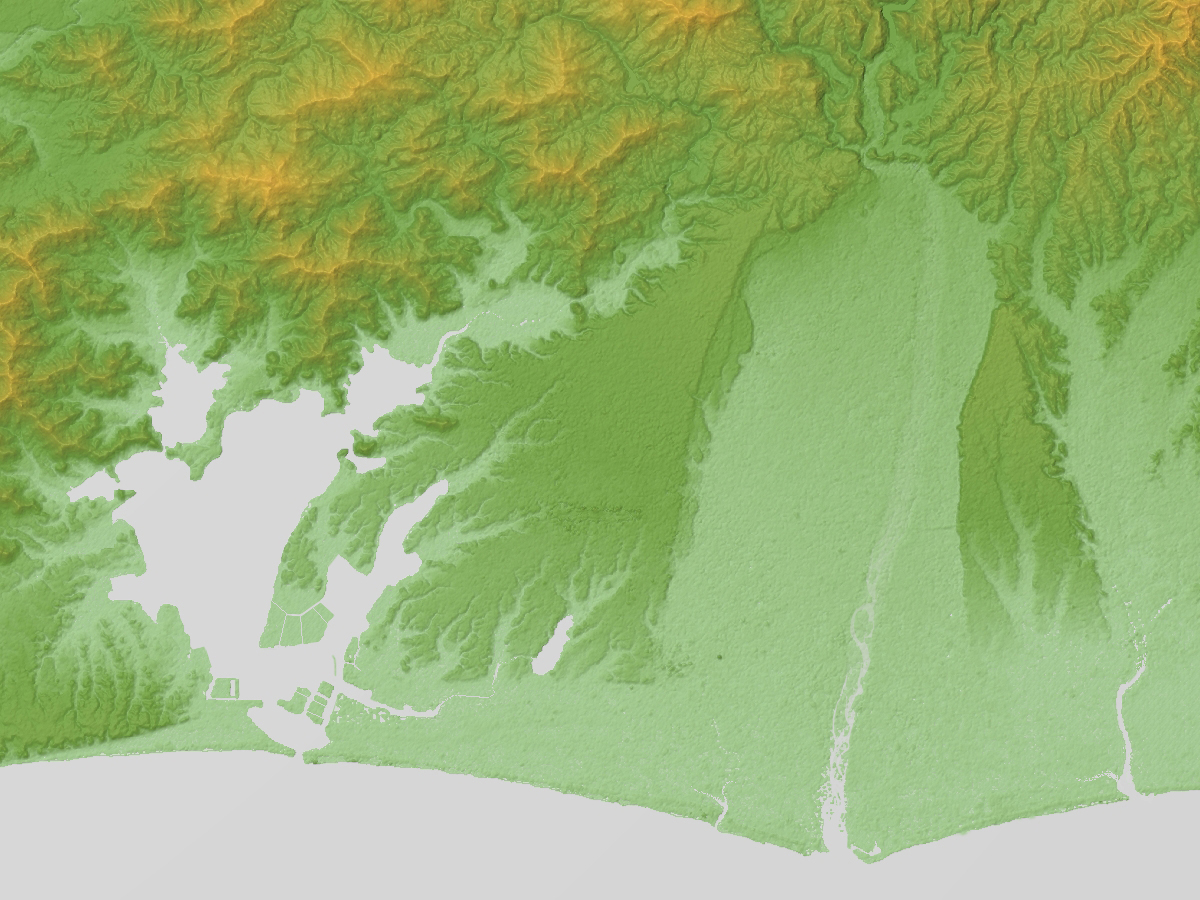
静岡県西部の三方原洪積台地

地質年代については、化石を基準に区分する「更新世」や「完新世」と、堆積物を基準に区分する「洪積世」や「沖積世」の双方が使われる状況がみられたが、国際的には化石を基準に区分する「更新世」や「完新世」を用いることが主流となっている。具体的には、1948年の国際地質学会で地質年代は化石によって定めるのが最も適当とされた。
ヨーロッパでは「洪積層」という概念が用いられたこともあり、台地を造って広範囲に分布する砂礫層あるいは氷河堆積物を指したといわれる。また、自然神学ではノアの大洪水の堆積物を指すこともあった。しかし、「洪積世」などの表現に関しては、神話に結びつけることは望ましくない、あるいはノアの洪水のような天変地異でつくられたという解釈は誤解を招くなどの理由から使われなくなった。
日本では「洪積世」や「沖積世」の区分が定着し、地形の用語として「洪積台地」や「沖積平野」が用いられた。このうち「洪積台地」は洪積世の中期から末期にかけて、地盤の上昇などによって陸上に出現したものをいい、洪積統の構成物質からなるという意味で名付けられた。しかし、洪積台地（Diluvial Upland）という用語法に対しては、ヨーロッパ、特にイギリスでUpland（台地）なのにDiluvial（洪水につかる）というのはおかしいという指摘も出ていた。また、学校教育（教科書や地図帳）でも平成初期から地質年代について「更新世」や「完新世」が用いられるようになったが、地形では「洪積台地」や「沖積平野」という用語が残っていたため混乱を招くという意見も出ていた。そのため「洪積台地」という表現を避けて「最終間氷期とそれ以降に形成された段丘」を単に「台地」として記載するようになった。

## 世界の主な台地

### アジア・ユーラシア
- チベット高原 - 世界で最大かつ最も高地（平均標高約4,500 m）に位置する台地[7]。
- シベリア高原
- 中央ロシア高地
- デカン高原（デカン溶岩台地）:洪水玄武岩（台地玄武岩）による。
- コーラート台地
- 蓋馬（ケマ）高原

### 北アメリカ
- コロラド高原
- コロンビア高原（コロンビア川溶岩台地）

### 南アメリカ
- ギアナ高地
- マットグロッソ台地

### オセアニア
- バークリー台地

### 海台
大量に噴出したマグマが溶岩流となって台地を形成した場所として、陸上ではインドのデカン高原などの台地があるが、海底にはこれよりも大きい海台が存在する。
パプアニューギニア北東沖の太平洋に位置するオントンジャワ海台は、地球上で最大の溶岩台地であり、面積は約190万平方キロメートルである。また、日本の東方約1500キロメートルにはシャツキー海台があり、面積は約46万平方キロメートルである。